# Imbrasia istsariensis
Imbrasia istsariensis is een vlinder uit de familie van de nachtpauwogen (Saturniidae). De wetenschappelijke naam van de soort is, als Nudaurelia istsariensis, voor het eerst geldig gepubliceerd in 1959 door Stoneham.